# José Luis Falero
José Luis Falero Bértola (San José de Mayo, 19 de mayo de 1966) es un empresario de logística, funcionario y político uruguayo perteneciente al Partido Nacional. Fue el Ministro de Transporte y Obras Públicas desde el 25 de mayo de 2021, tras el cese de Luis Alberto Heber, quien a su vez pasa a ocupar el cargo de ministro del Interior, cargo que quedó vacante tras el fallecimiento de Jorge Larrañaga.

## Carrera
Inició su actividad política en 1995 como edil Departamental de San José, siendo en el 2000 Presidente de la Junta Departamental.
En 2005 fue Secretario General y persona de confianza de Juan Chiruchi. Falero fue elegido por la agrupación "Todo por San José" como  candidato a las elecciones municipales de 2010.
En 2010 asume como  Intendente del Departamento de San José con el 56,5% de los votos emitidos. 
En el 2012 y hasta la fecha se desempeña como Presidente del SUCIVE.
EL 9 de julio de 2015 fue reelecto Intendente Departamental de San José con el 57,0% de los votos.
En julio de 2015 asume interinamente como senador de la República , habiendo sido electo por el sector "Todos". En este mismo año es nombrado Director del Honorable Directorio del Partido Nacional siendo además uno de los tres Secretarios.
En noviembre de 2019, tras la victoria presidencial de Luis Lacalle Pou, el nombre de Falero se menciona como posible secretario de la OPP.
En marzo de 2020 asume la subdirección de la Oficina de Planeamiento y Presupuesto (OPP), renunciando el 3 de marzo al gobierno Departamental de San José, dejando a su suplente Pedro Bidegain como intendente.
El 24 de mayo de 2021, ante los cambios acaecidos tras la muerte del Ministro del Interior Jorge Larrañaga, el presidente Lacalle Pou nombra a Falero al frente del Ministerio de Transporte y Obras Públicas, sucediendo a Luis Alberto Heber, que pasa a encabezar la cartera del recientemente fallecido Ministro.

## Familia
Contrajo matrimonio con María del Pilar Miguel Cachés (fallecida en 2012), tiene dos hijos, Rodrigo y José Manuel.
En noviembre del 2016 se casó con Rossina Zaffaroni Fabra.